# Miguel Stigter
Miguel Stigter (Buenos Aires, Argentinië, 17 maart 1955) is een Nederlands acteur, die onder andere bekend werd door de rol van Kareltje in de films en de televisieserie over de familie Flodder.

## Carrière
Buiten zijn rol in de eerste en derde Flodder-film en zijn optredens in de gelijknamige televisieserie, speelde Stigter ook in enkele films. Zo had hij rollen in onder andere Als in een roes... uit 1986, Laura Ley uit 1989, Gifted (1990), Openbaringen van een slapeloze (1991), De Johnsons (1992), Angie (1993), De flat (1994), de televisiefilm Arends (1997), Dropouts (1999) en Requiem für eine Freundin, een korte Duitse televisiefilm uit 2004.
Naast zijn filmwerk speelde Stigter in diverse televisieseries.

## Musicals
- Mega Mindy en de Poppenmeester (2011) - El Saher

## Filmografie

### Film
- Kris Kras (televisiefilm, 2014) - Jean
- Requiem für eine Freundin (televisiefilm, 2004) - SS-officier
- Dropouts (1999) - Dr. Helmut
- Arends (televisiefilm, 1997) - Adri
- Flodder 3 (1995) - Kareltje
- De flat (1994) - Marcel van der Kooy
- Angie (1993) - Autobestuurder
- De Johnsons (1992) - Bossie
- Openbaringen van een slapeloze (1991) - Prof. mr. dr. drs. J.A. Wierook
- Gifted (1990) - Kunstschilder
- Laura Ley (1989) - Harrie Zeirsky
- Flodder (1986) - Kareltje
- Als in een roes... (1986) - Hero de Winter

### Televisie
- Moordvrouw (afl. Dromenvanger, 2017) - Havenmeester
- Danni Lowinski (2015) - gastrol
- Flikken Maastricht (afl. Amok, 2013) - Stefan van Veen
- De bende van Sjako (2010-2011) - Regent Titus
- TopStars (2004-2006) - Victor
- Russen (afl. Bloedband, 2001) - Ivo Tadic
- Goede tijden, slechte tijden (1991-1999) - Frans de Leeuw (1991), Louis Bremans (1995), Lorenzo (1999)
- Flodder (21 afl., 1993-1999) - Kareltje
- De weg naar school (afl. Halima & Niema, 1993) - Wolvenman
- Ha, die Pa! (afl. Sterallures, 1993) - Meneer Zwaag
- Oppassen!!! (afl. Kombu Dashi, 1992) - Floris-Jan van Ballegooyen
- De papegaai (afl. Op zoek naar Johan, 1988) - Commandant
- Medisch Centrum West (13 afl., 1988) - Advocaat